# Танаро
Танаро (итал. Tanaro) је река која протиче кроз Италију, односно кроз италијанске регије Лигурија и Пијемонт. Дуга је 171 km. Улива се у По.